# Lijst van voetbalinterlands Nederland - Nieuw-Zeeland (vrouwen)
Deze lijst van voetbalinterlands is een overzicht van alle voetbalwedstrijden tussen de nationale vrouwenteams van Nederland en Nieuw-Zeeland.
Nederland en Nieuw-Zeeland hebben zeven keer tegen elkaar gespeeld. De eerste wedstrijd was op 10 maart 2009 in Larnaca (Cyprus).

## Wedstrijden
| № | Plaats      | Datum            | Competitie        | Wedstrijd                 | Uitslag |
| - | ----------- | ---------------- | ----------------- | ------------------------- | ------- |
| 1 | Larnaca     | 10 maart 2009    | Vriendschappelijk | Nieuw-Zeeland − Nederland | 2 − 0   |
| 2 | Larnaca     | 26 februari 2010 | Vriendschappelijk | Nederland − Nieuw-Zeeland | 1 − 1   |
| 3 | Nicosia     | 2 maart 2011     | Vriendschappelijk | Nieuw-Zeeland − Nederland | 1 − 4   |
| 4 | Larnaca     | 6 maart 2012     | Vriendschappelijk | Nederland − Nieuw-Zeeland | 2 − 2   |
| 5 | Edmonton    | 7 juni 2015      | WK 2015           | Nieuw-Zeeland − Nederland | 0 − 1   |
| 6 | Velsen-Zuid | 7 april 2016     | Vriendschappelijk | Nederland − Nieuw-Zeeland | 2 − 0   |
| 7 | Le Havre    | 11 juni 2019     | WK 2019           | Nieuw-Zeeland − Nederland | 0 − 1   |

## Samenvatting
| Competitie        | Totaal gespeeld | Winst Nederland | Gelijk | Winst Nieuw-Zeeland | Doelsaldo Nederland – Nieuw-Zeeland |
| ----------------- | --------------- | --------------- | ------ | ------------------- | ----------------------------------- |
| WK-eindronde      | 2               | 2               | 0      | 0                   | 2 − 0                               |
| Vriendschappelijk | 5               | 2               | 2      | 1                   | 9 − 6                               |
| Totaal            | 7               | 4               | 2      | 1                   | 11 − 6                              |

KNVB ·
A-internationals ·
Bondscoaches ·
Topscorers ·
Jong OranjeLeeuwinnen ·
Vrouwen U20 ·
Vrouwen U19 ·
Vrouwen U18 ·
Vrouwen U17 ·
Vrouwen U16 ·
Vrouwen U15

EK-wedstrijden vrouwen ·
WK-wedstrijden vrouwen ·
Resultaten vrouwen kwalificaties en eindronden
1971 – 1979 ·
1980 – 1989 ·
1990 – 1999 ·
2000 – 2009 ·
2010 – 2019 ·
2020 – 2029
EK 2009 ·
EK 2013 ·
WK 2015 · 
EK 2017 · 
WK 2019 · 
OS 2020 · 
EK 2022 · 
WK 2023
Albanië ·
Australië ·
België ·
Brazilië ·
Canada ·
Chili ·
China ·
Costa Rica ·
Cyprus ·
Denemarken ·
Duitsland ·
Engeland ·
Estland ·
Finland ·
Frankrijk ·
GOS ·
Griekenland ·
Hongarije ·
Ierland ·
IJsland ·
Indonesië ·
Israël ·
Italië ·
Ivoorkust ·
Japan ·
Kameroen ·
Kosovo ·
Kroatië ·
Mexico ·
Nieuw-Zeeland ·
Nigeria ·
Noord-Ierland ·
Noord-Korea ·
Noord-Macedonië ·
Noorwegen ·
Oekraïne ·
Oostenrijk ·
Polen ·
Portugal ·
Roemenië ·
Rusland ·
Schotland ·
Servië ·
Slovenië ·
Slowakije ·
Spanje ·
Thailand ·
Tsjechië ·
Turkije ·
Verenigde Staten ·
Vietnam ·
Wales ·
Wit-Rusland ·
Zambia ·
Zuid-Afrika ·
Zweden ·
Zwitserland
Denemarken (2017) ·
Verenigde Staten (2019)